# Australisk baobab
Australisk baobab (Adansonia gregorii) är en art i familjen malvaväxter från nordvästra Australien där den främst växer i Kimberlyregionen. Släktet Adansonia består av åtta arter där sex är endemiska för Madagaskar, en återfinns på afrikanska fastlandet och på Arabiska halvön (apbrödsträdet, A. digitata, innefattande den vanligtvis till A. digitata förda A. kilima), samt den australiska baobaben som är endemisk för Australien. Den australiska baobaben är ett 5–15 meter högt lövträd med flaskformad stam. Den blommar med gräddvita blommor  från december eller januari till maj. Trädet växer på sandiga och kalkrika jordar.

## Ursprung
Analyser av baoabträdens DNA visar att den australiska baobaben är närmast släkt med det afrikanska apbrödsträdet. Det genetiska avståndet mellan arterna är mindre än vad man kan förvänta sig av arter som skiljts åt för mer än 100 miljoner år sedan när Gondwana splittrades upp. En teori som försöker förklara detta går ut på att frön spridits sjövägen från Afrika. Kritiker till denna teori hävdar att fröna dels inte skulle klara sjöresan och dels att trädet då borde etablerat sig  på fler ställen längs kusten. En annan teori går ut på att människan tagit baobabträdet från Afrika sjövägen till Australien då trädets växtplatser finns i närheten av hällmålningar - Bradshawmålningarna. Målningarna föreställer frukt och blommor från trädet, till synes oceangående båtar och ger ett afrikanskt intryck.

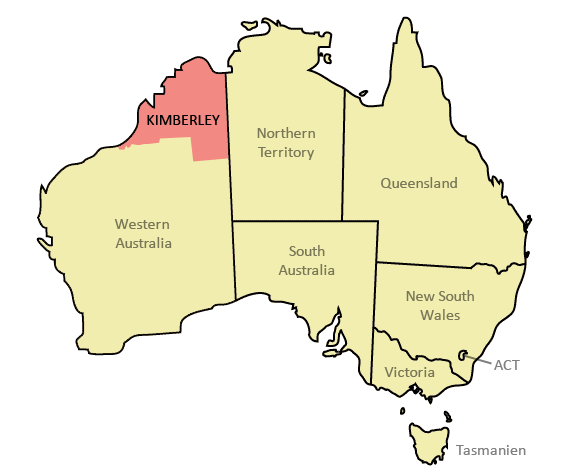
Kimberlyregionen.
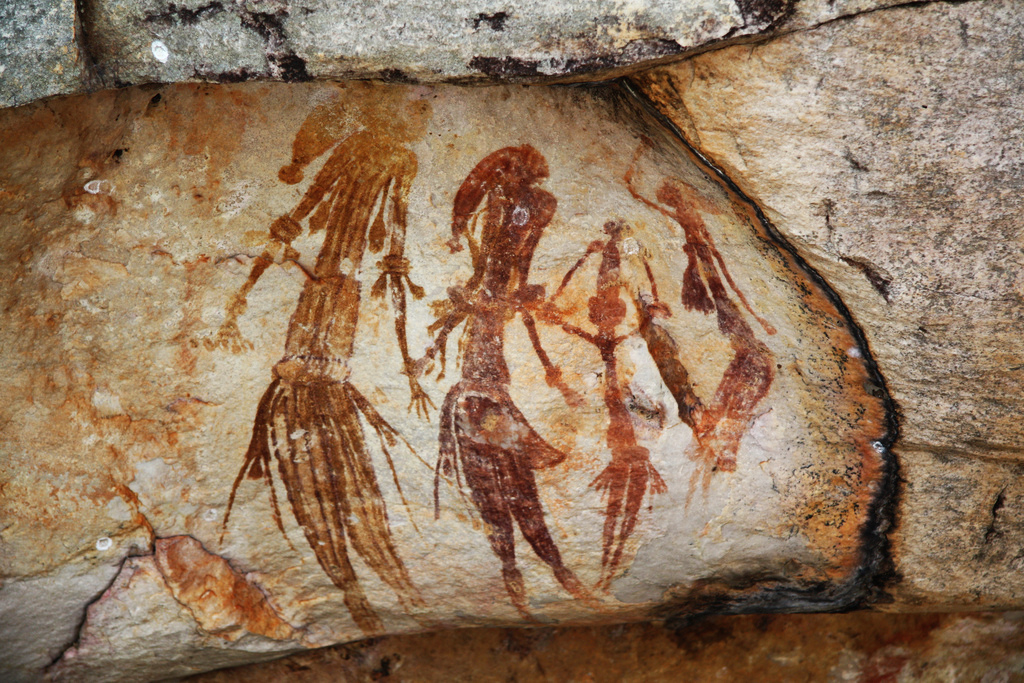
Bradshawmålningar.

## Synonymer
För vetenskapliga synonymer, se Wikispecies.